# Decyfer Down
Decyfer Down é uma banda cristã norte-americana de metal alternativo e hard rock, formada em 1999 por Brandon Mills (vocal) e Josh Oliver (bateria).
Originalmente chamada de Allysonhymn, a banda passou por reformulações até a entrada de Caleb Oliver (baixo e vocais, irmão de Josh) e Christopher Clonts (guitarra) em 2002. O grupo iniciou sua trajetória em pequenas igrejas e eventos locais.
O álbum de estreia, End of Grey, foi lançado em junho de 2006, com cinco singles: "Fight Like This", "Break Free", "Burn Back the Sun", "No Longer" e "Life Again", atingindo a posição nº 43 na Top Christian Albums da Billboard.
Em 2008, Caleb Oliver, deixou a banda, sendo substituído por TJ Harris, que assumiu vocais e baixo. O segundo álbum, Crash, lançado em 2009, estreou em 66º lugar na Billboard 200, sendo indicado ao Grammy de "Melhor Álbum de Rock ou Rap Gospel".
Em 2010, a banda anunciou a composição de um terceiro álbum de estúdio,  Scarecrow, lançado em 27 de agosto de 2013.
Em maio de 2015, o baterista Josh Oliver, anuncia sua saída, sendo substituído por Ben Millhouse. Mais tarde, no mesmo ano, a banda divulgou o desenvolvimento de seu quarto álbum, The Other Side of Darkness. O álbum, lançado em Abril de 2016 atingiu o 9º lugar na parada Top Christian Albums da Billboard.

## Discografia

### Álbuns
- End of Grey (2006)
- Crash (2009)
- Scarecrow (2013)
- The Other Side of Darkness (2016)

### EP
- Decyfer (2005)
- Crash Digital (2008)
- Crash (2009)

### Singles
- "Fight Like This" (2006)
- "Burn Back the Sun" (2006)
- "No Longer" (2007)
- "Life Again" (2007)
- "Crash" (2008)
- "Fading" (2008)
- "Desperate" (2009)
- "Best I Can" (2009)
- "Moving On" (2010)
- "Ride with Me" (2010)
- "Nothing More" (2015)
- "Cycles" (2023)

## Prêmios e indicações
- Indicação ao Grammy de Melhor Álbum de Rock ou Rap Gospel por Crash (2009).[12]